# 利潤表
（GAAP舊制：英語：，IFRS制：英語：, 綜合損益表），或稱 Trading and Profit and Loss Account，為會計重要財務報表之一（其餘為資產負債表、現金流量表、股東權益變動表）。主要計算及顯示公司的盈利狀況。合夥經營和有限公司的利潤表中會在計算公司淨盈利後加入分配帳（appropriation account），以顯示公司如何分發盈利。

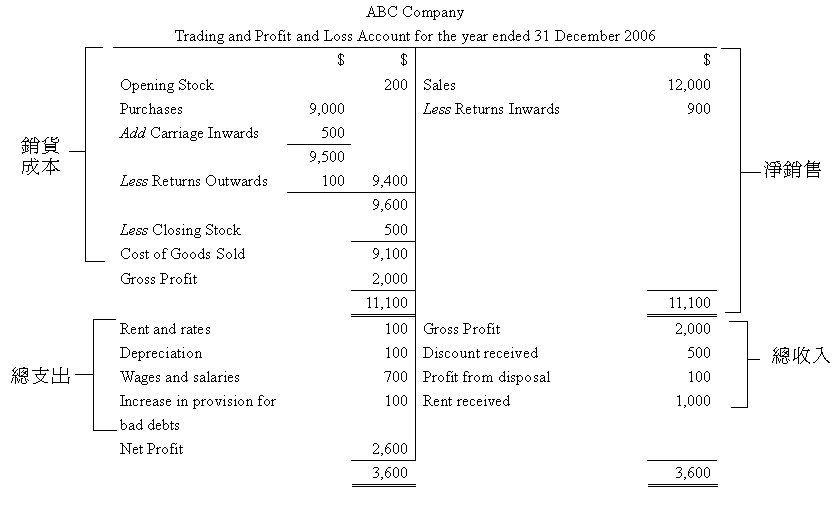
簡略的利潤表

利潤表的项目，按利润构成和利润分配分为两个部分。利润构成部分先列示销售收入，然后减去销售成本得出毛利；再减去各种费用后得出營業利益；再加减營業外收入與營業外支出后，即为利润（亏损）总额。利润分配部分先将利润总额减去应交所得税后得出税后利润；其下即为按分配方案提取的盈余公积和应付利润；如有余额，即为未分配利润。损益表中的利润分配部分如单独划出列示，则为“利润分配表”。
需要注意的是，利潤表是以應收應付的形式入帳（accrual basis），甚少機構（如非牟利機構）會以實收實付（cash basis）形式入帳。

## 计算方法
（或) = （或) - (顧客折扣 + 退回 + 折讓)
 = （或) - 營業成本（或）
 =  - 營業費用 
息稅前利潤 =  + （即營業外收入 - 營業外支出）
 = 息稅前利潤 - 利息支出 - 稅 =  - 稅 
即：
 =  - 營業成本  - 營業費用 +  - 利息支出 - 稅 

## 分配帳
分配帳的目的主要是顯示該公司如何分發盈利。分配帳只在合夥經營和有限公司的帳目上出現。
分配帳會在公司完成計算純利後才出現。在合夥經營的分配帳中會先加提款利息，然後扣減合夥人的薪金和資本的利息。有限公司的分配帳主要扣減稅款、股息、今年撥備到儲備的盈餘等。

## 項目

### 銷售成本
銷售成本主要包括以下幾種項目：
- 期初存貨：上個财政年度末的存貨，即是今年的期初存貨。第一年做生意是沒有期初存貨的。
- 購貨：公司購買作銷售用途的貨物，公司以現金或賒帳形式購買的貨物金額都要放在這裡。
- 購貨退回：購貨退回通常在公司發現購買錯誤商品或訂貨數目比預期多所致。扣減「購貨」的原因是因為這個變相令自己減少了購貨的金額。
- 購貨運費：這是公司購貨時所涉及的運費。
- 期末存貨：財政年末的存貨金額。公司以定期盤存制或永續盤存制方法點算存貨。公司根據存貨紀錄再用不同方法（先進先出法、後進先出法、平均成本法、個別認定法。詳見先進先出和後進先出會計法）計算存貨金額。

### 淨銷售
淨銷售主要包括以下幾種項目：
- 銷售：公司銷貨予顧客的金額，公司以現金或賒帳形式銷售的貨物金額都要放在這裡。
- 銷貨退回：指公司退回之前所購買的物品。

### 總收入
這個是公司收入的總和。主要包括以下幾項：
- 利息收入（例如：銀行利息收入、債息收入......）
- 因賣出固定資產所得的「利潤」
- 租金收入
- 購貨折扣（是指公司於指定付款期限前付款所獲得的折扣）
- 壞帳收回（是指公司收回上個財政年度已認列的壞帳）
- （公司收到的）佣金
- 其他

### 總支出
這個是公司支出的總和。主要包括以下幾項：
- 壞帳（因公司倒閉、顧客無力還款或逝世而無法收取的款項）
- 壞帳撥備
- 折舊
- 租金支出及差餉
- 薪金支出
- 送貨費用
- （公司給予職員的）佣金
- 銷貨折扣
- 利息支出（例如：銀行透支利息、債息......）
- 保險支出
- 其他

## 損益表分析
- 共同比分析（英語：common-size analysis)，又稱垂直分析（英語：vertical analysis)，共同比報表（英語：common-size statement）跨時段、跨部門、跨組織地以一基準金額（常為營業額）的百分比來表達損益表上的每個項目。共同比分析可以凸顯公司間的策略差異，故常用於跨組織間的分析上。
- 損益表比率（英語：income statement ratios)，例如：淨利率、毛利率，亦可用於比較同產業中不同公司組織的財務表現，或用於快速的察知公司表現的變化。

## 其他綜合損益
其他綜合損益（英語：other comprehensive income, OCI)，代表造成股東損益但依照會計慣例而為淨利計算所不包括之項目，亦即 綜合損益表 = 損益表 + 其他綜合損益表；常被視為隱藏的損益。於國際財務報導準則（英語：International Financial Reporting Standards，IFRS）以及美國會計準則（英語：US Generally Accepted Accounting Principles，US GAAP）中，有四種項目被共同列為其他綜合損益：
- 外幣換算調整（英語：foreign currency translation adjustments)，或稱累積換算調整（英語：cumulative translation adjustment, CTA)。
- 作為對沖入賬之衍生品合約的未實現損益（英語：unrealized gains or losses)。
- 特定投資證券之未實現持有資產損益（英語：unrealized holding gains or losses)，即基於美國會計準則的可銷售證券（英語：available-for-sale securities）與基於國際財務報導準則被定為「公允價值變動列入損益之金融資產」的證券（英語：securities designated as "fair value through other comprehensive income")，值得注意的是，與美國會計準則不同，國際財務報導準則包含了一被定為公允價值變動列入損益之金融資產的股權投資（英語：equity investments）類別。
- 基於確定給付制（英語：defined benefit plan）的企業退休計畫中不計於當期的特定支出。

## 有關財務報告
- 資產負債表
- 現金流量表